# D.M.G. Grupo Holding
D.M.G. Grupo Holding S.A., connue habituellement par son sigle DMG (David Murcia Guzmán), était une entreprise colombienne,,, placée sous tutelle après l’effondrement de multiples pyramides en Colombie, faisant partie de la Crise des pyramides en Colombie, et accusée par les autorités financières et les médias de pratiques telles que le blanchiment d’argent, le schéma pyramidal et le système de Ponzi, lesquels sont sanctionnés en Colombie sous l’infraction de « captation massive et illégale de fonds », mais se définissant elle-même comme une société de commercialisation de biens et services via des cartes prépayées et qui reverse à ses clients des paiements pour la publicité dans un système de marketing multiniveau. Son fondateur, principal actionnaire et représentant légal est l’homme d’affaires controversé David Murcia Guzmán.
DMG a eu des succursales au Panama, au Venezuela et en Équateur, toutes ayant été placées sous tutelle par les gouvernements respectifs, et elle avait également des projets d’expansion vers le Brésil, le Pérou et le Mexique. DMG a été placée sous tutelle et dissoute par les autorités colombiennes le 18 novembre 2008, suivie d’actions similaires au Panama, au Venezuela et en Équateur. David Murcia a été arrêté au Panama, incarcéré à la prison de La Picota lors de la phase préliminaire de son procès et se trouve actuellement extradé aux États-Unis.

## Histoire
L’entreprise a été créée dans le département du Putumayo à la fin de 2003, par David Murcia, un habitant du département issu d’un milieu très modeste. DMG est définie par Murcia, ses associés et ses clients comme une société de marketing multiniveau basée sur le bouche-à-oreille et une forte fidélisation de marque. Son siège principal à Bogotá était situé dans le centre commercial Mega Outlet, sur l’Autopista Norte à l’angle de la rue 198.
Au début, l’entreprise était connue sous le nom de DMG S.A., mais elle a changé son nom en DMG Grupo Holding S.A. en janvier 2008 ; par la suite, elle a changé de nom pour devenir Grupo T, qui regroupait un grand nombre d’entreprises fournissant des produits et services, y compris à DMG elle-même.
L’entreprise a réussi à capter une très grande quantité d’argent, provenant d’environ 200 000 personnes ayant investi dans le schéma. David Murcia lui-même a reconnu avoir payé 700 millions de pesos à un lobbyiste réputé pour présenter aux membres du Congrès de la République la position de DMG face à un « mico » adopté dans la loi financière, qui légalisait les cartes prépayées,. Il est également spéculé sur l’intérêt de cette entreprise à acheter non seulement des politiciens mais aussi des journalistes et des médias, en raison des enregistrements détenus par la Parquet général de la Nation.
DMG a été mise sous intervention en 2006 pour collecte massive et habituelle de fonds du public. L’entreprise est alors reconfigurée sous la raison sociale DMG Grupo Holding S.A. et se présentait, jusqu’à sa disparition en novembre 2008, comme un distributeur de cartes prépayées permettant aux clients d’obtenir des avantages directs sous forme de produits et de services, puis de recevoir par la suite entre 70 % et 150 % de l’investissement initial (en plus du produit acquis). Ce rendement est justifié comme un paiement pour publicité.
De la même manière, dès l’année 2005, lors d’un voyage de Murcia au Panama, elle commença à présenter ses plans d’expansion vers d’autres pays hors de Colombie. En plus de posséder des sièges dans des pays comme Panamá, Venezuela et Ecuador, l’entreprise prévoyait de s’étendre à Belice et Brésil.

### Holding
Au sein du Holding DMG, environ 30 entreprises ont vu le jour, allant d’entreprises de mode, sociétés de transport de valeurs, chantiers navals, jusqu’à une chaîne internationale de télévision, et elles avaient même obtenu une licence pour une opération de distribution de TV par satellite ; beaucoup de ces sociétés ont été constituées en un seul jour. L’une d’elles seulement a enregistré, en 2007, des revenus de 72 000 millions de pesos (36 millions de dollars), la plaçant en un clin d’œil parmi les plus grandes de toute la Colombie en termes de revenus.
Voici quelques-unes des raisons sociales de DMG:
- Colombie :
  - Grupo DMG SA, D.M.G. Grupo Holding SA, Global Marketing Colombia S.A., DMG Publicidad y Mercadeo, Colombia S.A., Bionat Labs S.A.
- Panama :
  - Grupo DMG Inversiones Inteligentes S.A et Grupo DMG Intelligent Cards Corp.
- Équateur :
  - MarPublish DMG Marketing S.A, DMG Business S.A et DMG Comp Comercializadora S.A.

- Entreprises et marques associées[13] :
  - El Gran Trigal (supermarché)
  - Farmasentry (pharmacie)
  - Productos Naturales DMG
  - DMG Construcciones
  - Body Channel
  - Factory Models
  - DMG Fashion
  - DMG Records
  - DMG Diseño y Arquitectura
  - DMG Constructores
  - DMG Comercializadora virtual
  - Hosset Lifestyle
  - Inmunovida
  - Studio Pilates
  - Pabón Castro y Asociados
  - Elite Entertainment T.V.

- Chiffres en 2007[13]
  - Revenus opérationnels : 72 023 millions $
  - Actifs : 32 720 millions $
  - Patrimoine : 127 millions $
  - Résultat net : 38 000 millions $
  - Endettement : 99,6 %

### Sièges
DMG en est venu à posséder 62 sièges en Colombie. Ci-dessous plusieurs des villes d’Amérique latine où elle a eu des sièges :
Colombie : Armenia, Bogotá, Buenaventura, La Calera, Cali, Chía, Chocontá, Duitama, Funza, Fusagasugá, Granada, La Hormiga, La Vega, Llorente, Manizales, Machetá, Medellín, Mocoa, Montelíbano, Montería, Orito, Pasto, Pereira, Pitalito, Popayán, Puerto Asís, Puerto Boyacá, Santa Marta, Sibundoy, Sopó, Suesca, Sincelejo, Tocaima, Tumaco, Tunja, Villagarzón, Villavicencio, Yopal et Barranquilla où ses bureaux n’ont pas pu être inaugurés en raison de sa chute.
À l’étranger, elle a eu des sièges à : Panama : Ciudad de Panamá, Chiriquí, Chitré et Colón ; Équateur : Quito, Guayaquil, Cuenca et Lago Agrio ; Venezuela : Caracas.

### Intervention gouvernementale de DMG
L’intervention contre le groupe DMG a eu lieu le 15 novembre 2008 par le décret 4334 qui avait été signé par le président et les ministres. En réponse, David Murcia Guzmán déclara avoir toute la documentation de l’entreprise en règle, en plus d’être « victime d’une persécution de la part du gouvernement », après avoir été enquêté pendant trois ans sans que rien ne soit trouvé contre lui. Malgré cela, l’intervention eut lieu quelques jours après l’effondrement de multiples pyramides dans le pays, mais depuis quelque temps déjà le gouvernement avait intercepté des appels après avoir découvert l’envoi massif de fonds par ce groupe.
Le 19 août 2 007,650 9 millions de pesos (env. 3 250 000 USD) furent découverts, emballés et cachés dans des caisses avec de faux sceaux du Plan Colombia, à La Hormiga, Putumayo. On pensait que cet argent appartenait aux FARC. Au cours de la procédure, ces fonds furent réclamés par David Murcia, propriétaire du groupe DMG S.A. Le 2 février 2008, la Parquet général de la Nation initia le processus d’extinction de domaine sur l’argent trouvé. Pour ces faits, le procureur instructeur demanda une enquête sur le groupe DMG.
Bien que les autorités colombiennes soupçonnaient qu’il s’agissait d’un système de Ponzi (communément appelées « pyramides » en Colombie), ou de blanchiment d’argent, ce n’est que le 17 novembre 2008, et en s’appuyant sur un décret d’état d’urgence, que le gouvernement colombien, dirigé par le président Álvaro Uribe Vélez et soutenu par les autorités financières, ainsi que par le Parquet de Colombie et les plus hautes autorités policières du pays, affirma que DMG était une pyramide et suspendit les opérations de DMG, occupant ses 61 sièges en Colombie et saisissant ses actifs,. L’état d’urgence avait été décrété à la suite d’une grève du secteur judiciaire survenue en septembre 2008, et peu de jours avant l’effondrement du présumé schéma Ponzi Proyecciones D.R.F.E. (Dinero, Rápido, Fácil y Efectivo).
David Murcia avait averti sur son blog et dans des interviews que Proyecciones D.R.F.E. s’effondrerait et mettrait DMG « sous le feu des projecteurs ». Murcia accuse le Grupo AVAL, le principal groupe financier de Colombie, d’être derrière le scandale de Proyecciones D.R.F.E. dans le cadre d’un plan visant à ce que le gouvernement intervienne dans DMG. De même, à travers les mêmes vidéos, Murcia avait averti le gouvernement colombien que si l’évident harcèlement institutionnel envers DMG continuait, 200 000 familles colombiennes, que Murcia affirme être investisseuses dans DMG, descendraient dans la rue contre les mesures. Les avocats de Murcia se rétracteraient le lundi 17 novembre, jour férié, dans l’après-midi lors d’une conférence de presse, et présenteraient des excuses pour le ton menaçant de Murcia envers l’institutionnalité du pays.
Également au Panama, où DMG avait des succursales dans quatre villes du pays, l’entreprise a été perquisitionnée le 20 novembre par le ministère public, tandis que le ministère du Commerce et de l’Industrie ordonnait la fermeture de l’entreprise au Panama. Des dizaines de clients de DMG au Panama se sont présentés aux bureaux, tentant de récupérer leurs investissements, inquiets quant à leur sort.

#### Remboursement de l’argent
Le gouvernement a lancé un processus visant à restituer une partie des fonds collectés par l’entreprise. Le processus a commencé quelques jours après l’intervention de l’entreprise, à la suite de la convocation effectuée au Stade Nemesio Camacho El Campín, où des membres de l’administration provisoire ont remis des formulaires aux investisseurs, lesquels devaient les retourner accompagnés des cartes prépayées originales.
Face au processus dirigé par l’administratrice provisoire María Mercedes Perry, les gens se sont montrés méfiants quant à la remise des cartes originales, et sceptiques sur le montant d’argent qu’ils recevraient probablement une fois le processus terminé.
Pour sa part, David Murcia a déclaré dans un communiqué depuis la prison, le 19 janvier 2009, que l’homme d’affaires étranger Alex Ventura dirige l’ouverture d’une nouvelle société de commercialisation, avec le même modèle que DMG, afin que les personnes puissent investir à nouveau leur argent,.

## DMGpolítica
Le procureur général de la Nation, Mario Iguarán, a transmis des copies des enquêtes sur DMG à la Cour suprême de justice, afin qu’elle engage des procédures contre certains parlementaires, car il a été révélé au cours de l’enquête que DMG faisait du lobbying au Congrès colombien, avec d’importantes sommes d’argent pour faire inclure un "mico" dans la réforme financière afin de légaliser son système de cartes prépayées, aspect qui a effectivement été intégré dans les articles de la réforme.
Les liens de DMG avec certains dirigeants de la classe politique colombienne ont suscité des discussions autour de la « DMGpolítica », en faisant un parallèle avec les célèbres scandales de la Parapolítica et de la Farcpolítica.
Certains fonctionnaires ou anciens fonctionnaires publics seraient liés, d’après les preuves présentées par la Parquet général de la Nation, aux activités illicites de la pyramide DMG, dans ce qu’on a appelé la "DMGpolítica",. Dans le cadre du procès, on enquête aussi sur une possible collaboration de l’entreprise dans la collecte de signatures pour le référendum qui visait à réélire pour un troisième mandat présidentiel Álvaro Uribe Vélez,.
Il convient aussi de souligner le rôle du représentant à la Chambre Pablo Enrique Salamanca, qui a critiqué les actions du gouvernement contre DMG, affirmant qu’il n’existe aucune preuve contre l’entreprise en intervention.

## Procès judiciaire

### Arrestation et extradition de Murcia
Le 19 novembre 2008, le bureau du procureur général a émis un ordre d’arrestation contre Murcia et sept autres de ses associés et dirigeants de DMG, incluant son épouse Johanna Iveth León, sa mère Amparo Guzmán de Murcia, son beau-frère William Suárez Suárez, ainsi que le producteur télé Daniel Angel Rueda, pour des délits comprenant association de malfaiteurs, collecte massive et habituelle de fonds publics, blanchiment d’argent et corruption. Au moment de l’émission de cet ordre, Murcia se trouvait à Ciudad de Panamá.
La société de transport « Transval », dirigée par William Suárez Suárez, beau-frère de Murcia, a également été dissoute par les autorités. Selon le Général Oscar Naranjo, Commandant de la Police colombienne, recherché par l’Interpol ; pour Suárez, les autorités colombiennes offrent une récompense de 200 000 000 pesos colombiens (100 000 dollars) pour toute information permettant sa capture, qui a eu lieu le 17 janvier 2009. La Drug Enforcement Administration (DEA) et la Dijin affirment que Suárez est l’autre puissance de DMG, selon les autorités, il était l’homme de confiance de Murcia Guzmán, et celui qui le représentait aux réunions auxquelles Murcia ne pouvait pas assister.
À 22h30, le mercredi 19 novembre 2008, Murcia Guzmán a été arrêté dans une ferme à Capira, district de Panama, dans le nord du Panama, sans opposer de résistance.
Le 20 novembre, il a été arrêté au Panama par les autorités colombiennes et transféré en Colombie sans qu’il y ait eu de procédure d’extradition ni de déportation, raison pour laquelle Murcia affirme que sa capture était illégale ; il est accusé par le Ministère public colombien avec le soutien du gouvernement colombien et des autorités financières de Colombie, d’au moins quatre infractions pénales : captation illégale de ressources, blanchiment d’argent, enrichissement illicite et association de malfaiteurs.

### Démission de l’avocat défenseur
Après plusieurs conférences de presse données par les avocats de DMG en défense de cette société de captation d’argent, où ils avaient même présenté deux citoyens étrangers comme de grands entrepreneurs souhaitant acheter des franchises DMG pour consolider l’expansion internationale de ce système d’affaires, le chef des avocats défenseurs de Murcia, le pénaliste Abelardo de la Espriella, qui avait défendu en conférence la légalité des activités du Groupe DMG en tant que commercialisateur de cartes prépayées, a démissionné de l’affaire après avoir rencontré le détenu Murcia, alléguant que les dirigeants de DMG ne lui avaient pas dit toute la vérité sur les questions comptables, tout en regrettant que, pendant qu’il tentait de négocier sa soumission à la justice colombienne, Murcia ait voyagé vers le nord de Panama une fois que son ordre d’arrestation est devenu public,. Abelardo de la Espriella s’est aussi plaint que les citoyens étrangers présentés par lui et les autres avocats de DMG comme importants entrepreneurs internationaux n’étaient pas ceux qu’ils prétendaient être, et il a appris dans les médias que les dirigeants de DMG l’avaient aussi trompé à cet égard.

### Associés arrêtés
Jusqu’au jeudi 21 novembre 2008 au petit matin, les dirigeants de DMG arrêtés sont : son président, David Murcia Guzmán, le producteur de télévision (directeur de la chaîne privée de DMG).
Le mardi 13 janvier 2009, l’épouse de David Murcia Guzmán, Joanne Ivette León, a été arrêtée en Uruguay, avec d’autres membres de sa famille, qui n’avaient pas de mandat d’arrêt. Il est important de souligner que León est demandée en extradition par le gouvernement colombien, un processus qui pourrait durer plusieurs mois.
Quelques jours plus tard, le samedi 17 janvier, William Suárez, l’un des hommes de confiance de David Murcia, a été capturé par les autorités dans le corregimiento d’Arauca, municipalité de Palestina, département de Caldas. On s’attend à ce qu’il sache où se trouvent les caches où l’argent de l’entreprise est gardé.

### Acceptation des charges
Le 7 janvier 2009, lors de l’audience publique où la Parquet général de la Nation devait présenter les accusations contre David Murcia Guzmán, celui-ci a renoncé en raison de la prétendue absence de garanties de la part de l’accusation. Cependant, le vendredi 9 janvier, lors d’une audience, ils ont reconnu la charge de blanchiment d’argent, ce qui leur donne droit à une réduction de peine.

## Réaction populaire
Avant l’intervention, en octobre 2008, une marche de soutien à DMG avait été convoquée, laquelle devait circuler par la Carrera Séptima jusqu’au centre de Bogotá, mais elle n’a pas reçu l’autorisation correspondante de la police de la capitale colombienne.
Les jours suivants l’intervention gouvernementale à DMG et la capture de David Murcia Guzmán ont suscité diverses réactions populaires d’envergure[réf. nécessaire].
L’économie a été gravement affectée, ce qui a poussé les épargnants de DMG à protester dans les rues de Mocoa, Puerto Asís, Orito, La Hormiga (Valle del Guamez). Parmi leurs slogans figuraient la demande de séparation de Colombie avec d’autres départements[réf. nécessaire]. Ils ont aussi lancé toute sorte de cris contre le gouvernement de Álvaro Uribe Vélez. La protestation a été soutenue par le Conseil Municipal de Mocoa.
D’autres protestations ont eu lieu à Montería, Santa Marta, et Pasto, où les manifestants ont bloqué plusieurs agences bancaires, notamment du Grupo Aval.
Face à la confusion engendrée par les mesures gouvernementales destinées à restituer au public les fonds saisis à DMG, des troubles ont éclaté aux abords du Stade 'El Campín', dans la matinée du 20 novembre,, face à cette situation, le maire de Bogotá Samuel Moreno, du parti d’opposition Polo Democrático Alternativo, a déclaré que « le gouvernement n’était pas préparé pour les recevoir ».
Le 16 décembre 2008, lors d’une audience publique, le soutien de certains « investisseurs » à David Murcia Guzmán s’est poursuivi. La foule a encerclé le palais de justice de Paloquemao en criant des slogans demandant la libération de Murcia. L’un d’eux a affirmé que l’essentiel était la liberté de l’accusé, sans qu’il leur restitue l’argent, car en un an ils doubleraient leur mise.
Le 8 juillet 2011, David Murcia Guzmán a été condamné à 9 ans de prison par un tribunal de New York. Après avoir purgé cette peine, David Murcia sera transféré en Colombie où il devra purger 22 ans de prison pour collecte illégale d’argent.
La telenovela Inversiones el ABC est inspirée des événements réels du groupe DMG.